# Vinko Buden
Vinko Buden (Zagabria, 18 gennaio 1986) è un calciatore croato, difensore del Stupnik.